# Discothyrea aisnetu
Discothyrea aisnetu (лат.) — вид мелких муравьёв рода Discothyrea из подсемейства Proceratiinae (Formicidae). Специфическим эпитетом является латинское междометие «Aisne tu?», примерно означающее «Может ли это быть?» (буквально «Вы говорите?»), напоминающее первую реакцию авторов на этот аберрантный вид.

## Распространение
Африка: Танзания (Kilimanjaro Region, Mwanga, Kindoroko Forest Reserve, на высоте 1739 м).

## Описание
Мелкого размера муравьи желтовато-красноватого цвета (от желтовато-оранжевого до темно-ржаво-красного, придатки жёлтые) с загнутым вниз и вперёд кончиком брюшком; длина рабочих около 3 мм. От близких видов отличается следующими признаками: мезосомальный профиль сильно закругленный и чрезвычайно выпуклый; относительно крупный размер; при виде сверху мезосома относительно тонкая; голени средней пары ног без апиковентральной шпоры; третий абдоминальный тергит AT3 примерно в 1,1-1,2 раза длиннее, чем четвёртый AT4. Длина головы рабочих (HL) 0,68 — 0,70 мм, ширина головы (HW) 0,57 — 0,61 мм. Усики рабочих 9-11-члениковые с сильно увеличенным вершинным члеником. Голова округло-овальная, глаза мелкие и расположены в передне-боковой части головы. Охотятся на яйца пауков и других членистоногих. Заднегрудка без проподеальных шипиков. Стебелёк между грудкой и брюшком состоит из одного узловидного членика (петиоль).

## Систематика
Вид был впервые описан в 2019 году американским мирмекологом Франциско Хита-Гарсиа (California Academy of Sciences, Сан-Франциско, США) и его коллегами по типовым материалам из Африки. Таксон включён в видовой комплекс Discothyrea traegaordhi. Вместе с 50 другими видами образует род Discothyrea, включаемый в подсемейство Proceratiinae.